# Beni Tadjit
Beni Tadjit (en arabe : بني تادجيت) est une ville du Maroc. Elle est située dans la région de l'Oriental.

### Sources
- (en) Bni Tadjite sur le site de Falling Rain Genomics, Inc.